# 梁柱恩
梁柱恩（英語：Leung Chu-yan，1979年4月21日—），中国广东省佛山市出生，香港乒乓球运动员。

## 简历
梁柱恩9岁开始打乒乓球，至1992年进入广东省体工队，並成為队中的培养对象，曾與李少民、张大勇等名將參加全国比赛。1995年，刚滿16岁的梁柱恩移居香港 ，迅即拿了当年的香港公开赛冠軍，遂被港隊看上。1996年，他便代表开始香港參加公开赛，並在一年後第一次代表香港參加世界乒乓球锦标赛。
2012年倫敦奧運，梁柱恩與江天一、唐鵬組成的香港男子乒乓球隊于半準決賽中3：2戰勝日本隊，歷史上首次殺入男子團體準決賽。隨後，他們以0:3負於韓國隊而止步四強。而在銅牌戰中，香港隊1:3不敵德國隊，無緣奧運獎牌。

## 主要榮譽
- 2000年多哈亚锦赛乒乓球男子双打银牌
- 2004年雅典奥运会乒乓球男子单打八强
- 2012年伦敦奥运会男团第四。